# 幸せさがしバラエティ 花モ、嵐モ!!
『幸せさがしバラエティ 花モ、嵐モ!!』（しあわせさがしバラエティ はなモ、あらしモ）は、関西テレビほかで放送されたバラエティ番組。製作局の関西テレビでは2005年4月3日から同年9月25日まで、毎週日曜 12:00 - 13:00に放送。司会は北野誠、アシスタントは大東めぐみ（大東は2005年7月31日放送分から出演）。
当初は離婚経験のある一般女性16人をスタジオに集め、彼女たちに本音トークをさせるトーク番組だったが、次第に彼女たちが美容にチャレンジする企画やお見合いツアーをする企画が主体になっていった。そして7月31日放送分からは、北野と同じく松竹芸能に所属するお笑いコンビ2組が各地を旅し、そのリポートVTRで対決する旅番組になっていた。旅番組への移行後には「旅情編」と題して放送されていたが、それから2か月で番組は打ち切られた。

## スタッフ
- ナレーション：豊田康雄（KTVアナウンサー）
- 企画：植村泰之（KTV編成部）
- 構成：杉本つよし
- プロデューサー：伊藤達弘（KTV編成部）、広瀬浩也（エキスプレス）、吉村岳朗（SSシステム）
- 制作協力：SSSystem
- 制作：関西テレビ、Express

## 放送局
| 放送対象地域 | 放送局     | 系列           | 放送日時           | 備考   |
| ------------ | ---------- | -------------- | ------------------ | ------ |
| 近畿広域圏   | 関西テレビ | フジテレビ系列 | 日曜 12:00 - 13:00 | 製作局 |
| 日本全域     | BSフジ     | BSデジタル放送 | 土曜 13:30 - 14:30 |        |

関西テレビの公式サイトによれば、他にCSの京都チャンネル（後の関西テレビ☆京都チャンネル）でも放送されていた模様。同チャンネルでの放送日時は不明。